# Шервуд (Північна Дакота)
Шервуд (англ. Sherwood) — місто (англ. city) в США, в окрузі Ренвілл штату Північна Дакота. Населення — 194 особи (2020). Станом на 2013, чисельність населення становила 256 осіб.

## Географія
Шервуд розташоване за 24 км на північ від столиці округу міста Моголл. Клімат Вологий континентальний, з теплим літом та холодною зимою.
Шервуд розташований за координатами 48°57′43″ пн. ш. 101°37′58″ зх. д. / 48.96194° пн. ш. 101.63278° зх. д. (48.961857, -101.632885).  За даними Бюро перепису населення США в 2010 році місто мало площу 0,81 км², уся площа — суходіл.

## Демографія
Згідно з переписом 2010 року, у місті мешкали 242 особи в 110 домогосподарствах у складі 70 родин. Густота населення становила 297 осіб/км².  Було 133 помешкання (163/км²).
Расовий склад населення:
| - 99,2 % — білих |

До двох чи більше рас належало 0,8 %. Частка іспаномовних становила 0,4 % від усіх жителів.
За віковим діапазоном населення розподілялося таким чином: 26,0 % — особи молодші 18 років, 52,9 % — особи у віці 18—64 років, 21,1 % — особи у віці 65 років та старші. Медіана віку мешканця становила 42,3 року. На 100 осіб жіночої статі у місті припадало 98,4 чоловіків;  на 100 жінок у віці від 18 років та старших — 103,4 чоловіків також старших 18 років.
Середній дохід на одне домашнє господарство  становив 68 942 долари США (медіана — 48 750), а середній дохід на одну сім'ю — 90 921 долар (медіана — 75 000). За межею бідності перебувало 4,9 % осіб, у тому числі 0,0 % дітей у віці до 18 років та 11,3 % осіб у віці 65 років та старших.
Цивільне працевлаштоване населення становило 104 особи. Основні галузі зайнятості: освіта, охорона здоров'я та соціальна допомога — 33,7 %, сільське господарство, лісництво, риболовля — 20,2 %, науковці, спеціалісти, менеджери — 7,7 %, транспорт — 5,8 %.